# Mirka Bendlová-Koželuhová
Miroslava „Mirka“ Bendlová-Koželuhová (* 16. prosince 1951 Praha) je tenisová trenérka a bývalá česká profesionální tenistka. Na okruhu WTA Tour vyhrála singlovou soutěž Austrian Open 1974 v Kitzbühelu. V roce 1975 se stala členkou československého týmu, který poprvé zvítězil v Poháru federace.

## Soukromý život
Narodila se roku 1951 v Praze jako Miroslava Koželuhová do tenisové rodiny. Jejími prastrýci byli Jan Koželuh a Karel Koželuh, uvedený v roce 2006 do Mezinárodní tenisové síně slávy. Vdala se den před odjezdem na French Open 1975, které začalo 2. června. Do manželství se následující rok narodila dcera. V souvislosti s emigrací fedcupové spoluhráčky Martiny Navrátilové z Československa po US Open 1975, jí státní orgány odebraly cestovní pas a dva roky se nemohla účastnit mezinárodních turnajů. Na okruh se vrátila roku 1978 pod jménem Mirka Bendlová. V tomto období dálkově vystudovala učitelství na Pedagogické fakultě Univerzity Karlovy v Praze, kdy také hrála extraligu za přerovský klub. Trenérství zejména mládeže se začala věnovat v roce 1979, mj. působila jako šéftrenérka ve Spartě Praha a stala se zakladatelkou tenisové školy v Nedvězí. V Košicích se věnovala Martině Hingisové. Ve 21. století začala vést mládež na vsetínských tenisových dvorcích na Ohradě. Po ukončení kariéry rovněž učila zeměpis, tělocvik, fyziku a matematiku na základní škole.

## Tenisová kariéra
V roce 1974, kdy bylo spojeno mistrovství Československa s mezinárodním mistrovstvím ČSSR v tenise, postoupila na ostravském šampionátu do finále. V něm ji zdolala Renáta Tomanová. Jako poražená finalistka skončila i roku 1975 v Bratislavě po prohře od Reginy Maršíkové. V letech 1972 a 1974 si zahrála semifinále amatérského mistrovství Evropy.
Na římském Italian Open 1973 postoupila přes Rumunku Virginii Ruziciovou do třetího kola, v němž nestačila na druhou nasazenou Britku Virginii Wadeovou. Jedinou trofej na okruhu WTA Tour vyhrála na Austrian Open 1974 v Kitzbühelu, kde ve finále hladce zdolala jugoslávskou tenistku Mimu Jaušovecovou. Během kariéry si čtyřikrát zahrála hlavní soutěž na French Open. Při první účasti roku 1973 postoupila z kvalifikace. V úvodním kole dvouhry podlehla také debutující Martině Navrátilové. O rok později ji ve druhé fázi porazila osmá nasazená Američanka Julie Heldmanová a na Roland Garros 1975 nezvládla první duel proti australské kvalifikantce Wendy Gilchristové.
V roce 1975 se stala členkou československého týmu, který poprvé zvítězil v Poháru federace. Do soutěže nikdy aktivně nezasáhla a byla nominována pro jediný ročník. Po emigraci Navrátilové z Československa na US Open 1975 dva roky nestartovala na mezinárodních soutěžích, neboť jí úřady zabavily cestovní pas.
Návrat na okruh prožila v roce 1978 díky výhře na halovém mistrovství Československa, které tvořily čtyři turnaje a závěrečný masters. Vítězka získala příslib účasti na Mezinárodním mistrovství Itálie v Římě, kde po příjezdu zjistila, že ji tenisový svaz do turnaje nepřihlásil. Odcestovala tak na navazující French Open 1978, na němž vytvořila své grandslamové maximum. V důsledku dvouleté neaktivity neměla žádné body a zasáhla tak do předkvalifikace i kvalifikace. Do úvodního kola pařížského dvouhry již vstupovala se šesti vyhranými zápasy. V pařížské dvouhře pak v úvodním utkání vyřadila osmou nasazenou Američanku Lauru duPontovou. Až ve čtvrtfinále ji zastavila Francouzka Brigitte Simonová ve dvou setech.
Aktivní tenisovou dráhu zakončila ve třiceti dvou letech po mistrovství Evropy ve Vratislavi.

## Finále na okruhu WTA Tour

### Dvouhra: 1 (1–0)
| Legenda                           |
| --------------------------------- |
| Grand Slam (0)                    |
| Turnaj mistryň (0)                |
| Virginia Slims, Avon, další (1–0) |

| Tituly dle povrchu |
| ------------------ |
| tvrdý (0–0)        |
| tráva (0–0)        |
| antuka (1–0)       |

| Stav    | č. | datum             | turnaj              | povrch | soupeřka ve finále | výsledek |
| ------- | -- | ----------------- | ------------------- | ------ | ------------------ | -------- |
| Vítězka | 1. | 15. července 1974 | Kitzbühel, Rakousko | antuka | Mima Jaušovecová   | 6–3, 6–0 |